# Peder Kongshaug
Peder Kongshaug, né le 13 août 2001, est un patineur de vitesse norvégien.

## Biographie
Il est le fils Peer Albert Kongshaug qui a représenté la Norvège en voile et s'est classé huitième au Championnat du monde Flying Dutchman 1988 à Medemblik, aux Pays-Bas.
Kongshaug est champion du monde junior en février 2020 sur la distance du 1000 m.
Il participe aux Championnats d'Europe de patinage de vitesse en 2021 à Heerenveen : il prend une sixième place sur 500 m et des places plus modestes sur 10esur 1000 m et 5000 m ( 19e).[pas clair] Aux championnats du monde, il est classé 14e au 1000 m et 18e au 5000 m sans être retenu pour la poursuite par équipe.
En janvier 2022, il concourt d'abord aux Championnats d'Europe avec une 7e place sur 1500 m et 17e place en mass-start. Qualifié pour les Jeux olympiques de Pékin qui ont lieu en février 2022 sur l'épreuve du 1500 m, il échoue au pied du podium à 1,18 s derrière le champion néerlandais Kjeld Nuis en ayant concouru dans la dixième course face au futur médaillé d'argent Thomas Krol. Retenu avec ses coéquipiers Engebråten et Pedersen, le relais norvégien obtient le meilleur temps des qualifications puis s'impose en demi-finale face aux Néerlandais puis face aux Russes en finale, ces derniers ayant pourtant établi un nouveau record olympique dans leur confrontation face aux Américains.